# Coriolano Martirano
Coriolano Martirano (Cosenza, 1503 – Napoli, 26 agosto 1557) è stato un umanista, drammaturgo e vescovo cattolico italiano.

## Biografia
Nacque in una famiglia di antica nobiltà calabrese. Suo padre Giovan Battista fu un apprezzato poeta; dei suoi tre fratelli (Bernardino, Giovanni Antonio e Girolamo) il primogenito Bernardino, oltre che poeta, fu segretario di stato dei viceré spagnoli a Napoli. Coriolano fece i suoi studi a Cosenza nella scuola del Parrasio, allievo di un certo Lattanzio. Verso il 1528 si recò a Napoli presso il potente fratello il quale il 3 marzo 1529 lo fece nominare doganiere del maggior fondaco di Gaeta.
Alla fine degli anni venti Coriolano Martirano si trasferì a Roma, dove intraprese la carriera ecclesiastica. Il 20 giugno 1530 fu nominato da papa Clemente VII vescovo di San Marco Argentano; pur tenendo l'amministrazione della diocesi, differì tuttavia a lungo la consacrazione episcopale, avvenuta alla fine del 1535. Rimase comunque a Roma dove strinse rapporti di amicizia con numerosi umanisti (Bernardino Telesio, Marcello Cervini, Claudio Tolomei, Francesco Maria Molza, Pietro Bembo, Luigi Tansillo, Johann Albrecht Widmannstetter, ecc.) Nel 1545 si recò a Trento come uno dei quattro vescovi, di cui due spagnoli, designati dal viceré don Pedro de Toledo a partecipare al concilio in rappresentanza dell'episcopato del Vicereame di Napoli. Coriolano Martirano prese parte attiva ai lavori conciliari, sebbene in genere seguisse le direttive del cardinal Pacheco, capo della delegazione spagnola: fu membro della commissione preposta alla trattazione delle questioni teologiche e rimase a Trento sino alla fine del 1548. Alla fine del 1548 ritornò a Napoli, a causa della morte del fratello, a cui subentrò nella carica di segretario del Regno per lo meno fino al 25 novembre 1554, data in cui pronunciò l'orazione di saluto al cardinale Pacheco, nuovo viceré di Napoli. Nel 1557 la carica di segretario del Regno era passata al nipote Marzio, come risulta dalla dedica di un libro. Trascorse gli ultimi anni a Portici, nella Villa Leucopetra (ora Villa Nava) lasciatagli in eredità dal fratello Bernardino.
Dotto umanista, Coriolano Martirano scrisse otto tragedie (Electra, Hyppolitus, Bacchae, Phoenissae, Cyclops, Medea, Prometheus e Christus), due commedie (Plutus e Nubes) in lingua latina, numerose lettere sul modello di quelle di Cicerone. Tradusse anche in latino dalla lingua greca antica i primi dodici canti dell'Odissea, la Batracomiomachia, le Argonautiche, e altre opere minori. A giudizio di Gerolamo Tiraboschi, a proposito del teatro rinascimentale,
(Gerolamo Tiraboschi, Storia della letteratura italiana, Vol. VII, parte IV, § LI))

## Opere
- Coriolani Martirani Cosentini, Tragoediae VIII: Medea, Electra, Hippolytus, Bacchae, Phoenissae, Cyclops, Prometheus, Christus; Comoediae II: Plutus, Nubes, Odysseae lib. XII, Batrachomyomachia, Argonautica. Neapoli: Ianus Marius Simonetta Cremonensis excudebat, mense Maio 1556
* Coriolani Martirani Cosentini Epistolae familiares, Excudebatur Neapoli, mense Iunio 1556
- Socrates: fabula ex Aristophanis Nubibus ad usum Collegii Nobilium Parmae, versio latina Coriolani Martirani Cosentini episcopi; eiusdem latinae versionis paraphrasis italica, Parmae: ex regio typographeo, 1781